# Lodowisko przy ul. Kazimierza Pułaskiego w Bytomiu
Lodowisko im.Braci Nikodemowiczów przy ulicy Pułaskiego – kryte lodowisko w Bytomiu, w Polsce. Zostało otwarte 5 listopada 1966 roku. Obiekt służy hokeistom klubu Polonia Bytom. W 2019 roku rozpoczęła się przebudowa obiektu, jego ponowne otwarcie nastąpiło w czerwcu 2021 roku.. Lodowisko nosi imię Braci Nikodemowiczów. Po remoncie odbywały się tam mistrzostwa świata w hokeju na lodzie kobiet jak i mężczyzn w różnych kategoriach wiekowych. 

## Historia
20 lutego 1962 roku powołany został Społeczny Komitet Budowy Sztucznego Lodowiska. Ustalono lokalizację nowego lodowiska przy ulicy Kazimierza Pułaskiego, a sprawę budowy areny nagłośniono w trakcie kampanii przed wyborami do Sejmu, wiążąc ją z XX-leciem PRL. Do pomocy przy przedsięwzięciu zaangażowano prawie 80 zakładów pracy. 19 lipca 1965 wmurowano kamień węgielny, a otwrcia sztucznego lodowiska dokonano 5 listopada 1966 roku. Poprzednio hokeiści Polonii Bytom występowali na otwartym w 1950 roku lodowisku w parku miejskim, tzw. „Torkaciku”. Nowe lodowisko również nie posiadało jednak zadaszenia, w założeniu zresztą miało być jedynie lodowiskiem treningowym obok planowanej hali, do której budowy ostatecznie nie doszło. 12 lat po otwarciu lodowiska dokonano dopiero jego zadaszenia. Przez nieco prowizoryczny charakter obiektu, lodowisko zyskało przydomek „Stodoła”. Grający na tym obiekcie hokeiści Polonii Bytom w latach 1984, 1986, 1988, 1989, 1990 i 1991 zdobywali tytuły Mistrzów Polski. W 1985 roku doszli także do turnieju finałowego Pucharu Europy. Ponadto tytuły Mistrzyń Polski zdobywały też występujące na tym lodowisku hokeistki żeńskiej sekcji klubu.
W 2019 roku rozpoczęła się gruntowna przebudowa obiektu. Kosztem około 40 mln zł (przy dofinansowaniu z Ministerstwa Sportu w wysokości 15 mln zł) została rozebrana niemal cała konstrukcja hali (w tym ściany boczne i zadaszenie), a następnie wybudowano nowe, nowoczesne lodowisko z widownią na ponad 1400 osób (przed przebudową pojemność hali wynosiła 3000 widzów). Jedną z nielicznych pozostałości starego obiektu jest budynek szatniowo-administracyjny od strony ulicy Pułaskiego, który został zmodernizowany i wkomponowany w nowe lodowisko. Zakończenie inwestycji planowane było na wrzesień 2021 roku, a faktycznie oficjalne otwarcie nastąpiło w czerwcu 2021 roku..